# 統一成長理論
統一成長理論は、人類の歴史における経済成長の過程を統一的に説明することを目的としたマクロ経済学の理論である。オデッド・ガローらが提唱した。

## 概要

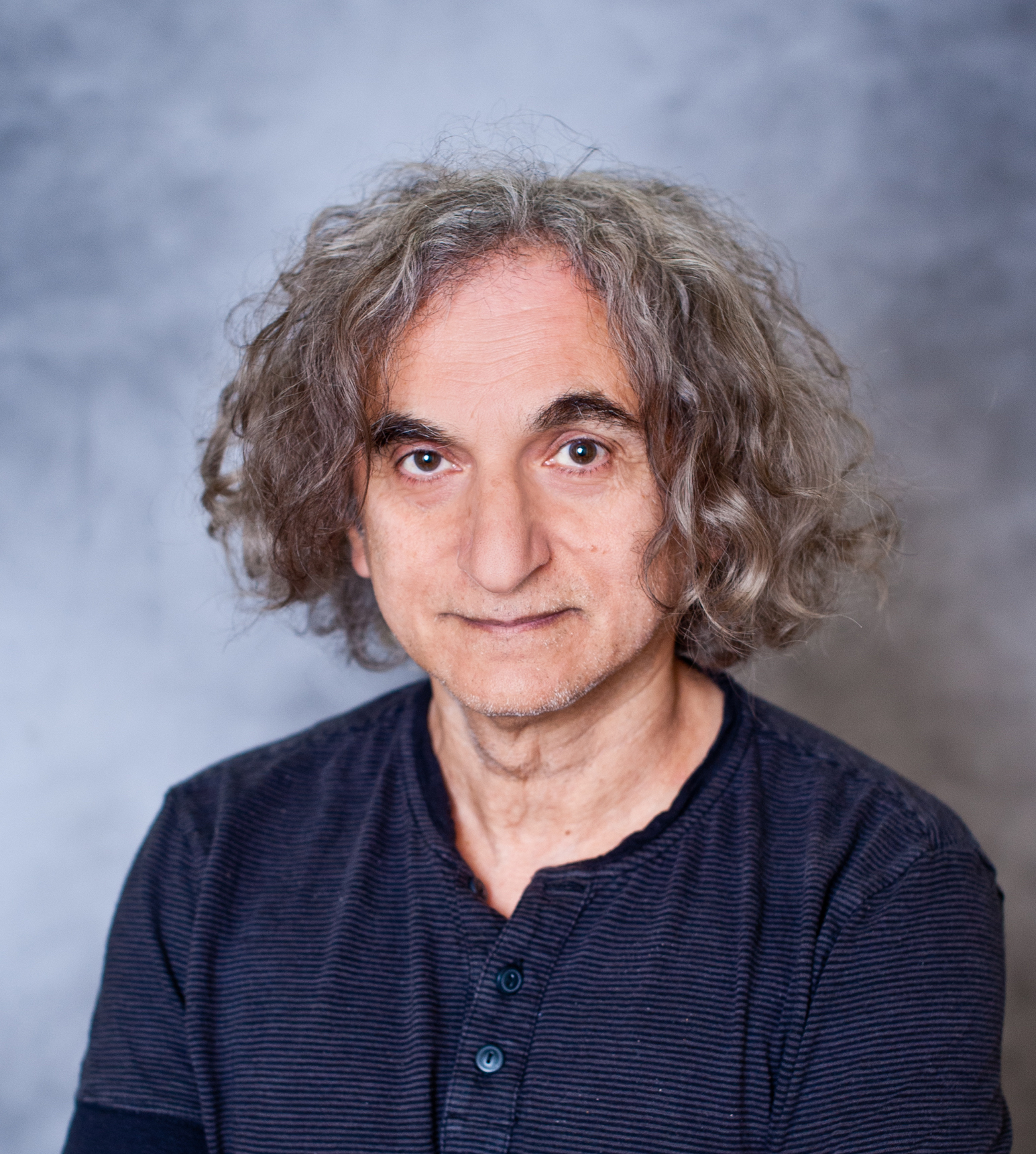
統一成長理論の提唱者であるオデッド・ガロ―

人類の歴史において、17世紀までの経済成長は常に緩やかであった。トマス・ロバート・マルサスは、1798年に『人口論』を著し、人口の増加に伴って資源が不足することを指摘し、経済的停滞がもたらされる理由を理論的に説明した（マルサスの罠）。しかし、18世紀になると産業革命によって急速な経済発展が起き、マルサス的停滞の時代は一気に打破されることになった。ロバート・ソローは、労働・資本と技術革新という2つの要因によって経済成長がもたらされるという新古典派成長モデルを提唱し、近代以降の急速な経済成長を理論付けることに成功した。さらに、ポール・ローマーらは、ソロー・モデルを改良した内生的成長理論を確立し、近代以降の経済成長が持続するメカニズムを明らかにした。しかし、内生的成長理論は、もっぱら近代以降の経済成長を対象にした理論であり、マルサス的停滞の時代を説明することには難があった。
ガロ―らは、産業革命以前のマルサス的停滞の時代と、産業革命以後の持続的成長時代とを一つのモデルで説明することを試み、人類史における統一的な経済成長モデルとして統一成長理論を提唱した。統一成長理論では、マルサス的停滞時代から持続的成長時代への相転移を単一の動学システムで表現し、マルサス的停滞における潜在状態変数の変化によってマルサス的均衡が安定性を失い、システムが徐々に近代成長の均衡経路に収束することをモデル化することに成功した。また、近代以降に国家間の経済格差が拡大した理由を、マルサス的停滞から持続的経済成長へ移行するタイミングの違いに起因するものとして、統一的に説明した。

## 理論で説明されるエピソード
統一成長理論は、経済成長過程における次のようなエピソードを説明することができる。
- 人類史の大部分を占めるマルサス的停滞の時代
- マルサスの罠からの脱出[6]
- 成長過程の中心要素としての人的資本の台頭
- 出生率低下の兆候
- 持続的経済成長の近代の原点
- 近代の200年間に国々の間で経済格差が拡がったことの起源

統一成長理論によれば、人類の経済成長の歴史は以下のように整理することができる。まず、人類史の大部分において技術進歩は人口増加によって相殺されていた。マルサスの定常状態均衡では技術進歩と人口増加のペースが鈍く、技術進歩の潜在的な成果は、長期的に人口増加によって食いつぶされ、生活水準の向上につながらなかった。しかし、ゆるやかに技術進歩と人口構成との間の相互作用が強まり、技術進歩率は高まると、これに適応するために資源配分が人的資本への投資である教育へと向けられ、出生率が低下した。すると、技術進歩の成果が人口増加ではなく生活水準の改善に向けられるようになり、さらなる技術進歩を促進し、生活水準の持続的な成長が可能になった。さらに、国々の間で生物地理学的形質・文化的形質・制度的形質が違うことから、停滞から成長への移行ペースの違いが生まれ、その結果、近代の200年の間に経済格差が拡がった。

## 実証研究
統一成長理論による予測は検証可能である。それはこの10年間で実証的・定量的研究により確認されている。有史時代や先史時代における相対的な経済発展と国富の不均一について、理論が当てはまるかどうかが徹底的に研究された。
- マルサス時代の技術進歩は、長期的に人口を増やしたものの生活水準に影響しなかったことが、各国のデータに基づいて確認された[8]。
- 工業化の初期段階において技術進歩が人的資本形成にプラスの影響を与えたことが、イングランドとフランスのデータに基づいて確認された[9]。
- 中国、イングランド、フランス、アイルランド、プロイセンにおける人口動態の変化に基づいて、人的資本への需要の増加が出生率の低下に及ぼす影響が確認された[10]。
- 理論全体が定量的に調査された[1]。

## 人類の進化と経済成長
統一成長理論は、人類の生物学的な形質の進化と、経済成長過程との間の相互作用を示している。統一成長理論に基づき、特に世界経済が停滞から成長へ移行する際に進化の力が重要な役割を果たしていたという仮説が立てられる。また、この理論は、マルサス的な圧力が自然淘汰の力を通じて人口構成に影響することを示唆する。技術進歩を補完する形質は、所得水準を高め、繁殖を成功させる。この形質はゆるやかに増殖して人口に占める割合を高め、経済成長プロセスに貢献し、最終的には停滞から近代成長への離陸に貢献する。この進化理論とその根底にあるメカニズムの予測は検証可能であり、実証的に確認され、定量的にも確認されている。 

## マクロヒストリー
統一成長理論はマクロヒストリーにも影響する。同理論は、近代以降の200年間の経済格差の拡大に注目し、停滞から成長への移行を左右し、したがって経済発展が国ごとに違う理由を説明する。また、有史時代や先史時代の状況の変化が人的資本構成と経済発展に及ぼした永続的な影響に着目し、コンバージェンス・クラブ（先進諸国）の出現を説明する。 